# Петровский (Башкортостан)
Петровский (баш. Петров) — хутор в Мелеузовском районе Республики Башкортостан Российской Федерации. Входит в состав Александровского сельсовета.

## География

### Географическое положение
Расстояние до:
- районного центра (Мелеуз): 38 км,
- центра сельсовета (Александровка): 12 км,
- ближайшей ж/д станции (Мелеуз): 38 км.

## Население
| 2002 | 2009 | 2010 |
| ---- | ---- | ---- |
| 9    | →9   | ↗14  |

Национальный состав
Согласно переписи 2002 года, преобладающая национальность — русские (100 %).